# Udala (Odisha)
Udala es una ciudad y comité de área notificada situada en el distrito de Mayurbhanj en el estado de Odisha (India). Su población es de 13152 habitantes (2011). Se encuentra a 48 km de Baripada y a 187 km de Bhubaneswar. 

## Demografía
Según el censo de 2011 la población de Udala era de 13152 habitantes, de los cuales 6701 eran hombres y 6451 eran mujeres. Udala tiene una tasa media de alfabetización del 87,79%, superior a la media estatal del 72,87%: la alfabetización masculina es del 92,14%, y la alfabetización femenina del 83,34%.